# Argo (film)
Argo è un film del 2012 diretto e interpretato da Ben Affleck.
È tratto dal libro di memorie Master of Disguise: My Secret Life in the CIA (1999) di Tony Mendez, ex agente dell'intelligence statunitense, e dall'articolo The Great Escape: How the CIA Used a Fake Sci-Fi Flick to Rescue Americans from Tehran (2007) pubblicato da Wired. Ambientato a Teheran dopo la rivoluzione iraniana del 1979, la pellicola si concentra sul cosiddetto Canadian Caper, l'operazione segreta congiunta tra Stati Uniti e Canada – messa in piedi dallo stesso Mendez – per liberare, nell'ambito della crisi degli ostaggi, sei cittadini americani rifugiatisi nell'ambasciata canadese della capitale iraniana.
Il film ha ottenuto numerosi riconoscimenti internazionali, tra cui tre Premi Oscar, compreso quello al miglior film, tre British Academy Film Awards e due Golden Globe. Pur ispirandosi a fatti realmente avvenuti, Argo non è stato tuttavia esente da critiche per la sua presentazione degli eventi, soprattutto nel ridurre al minimo il contributo canadese all'operazione e nell'esagerare i pericoli che gli ostaggi hanno affrontato durante la loro esfiltrazione dall'Iran.

## Trama

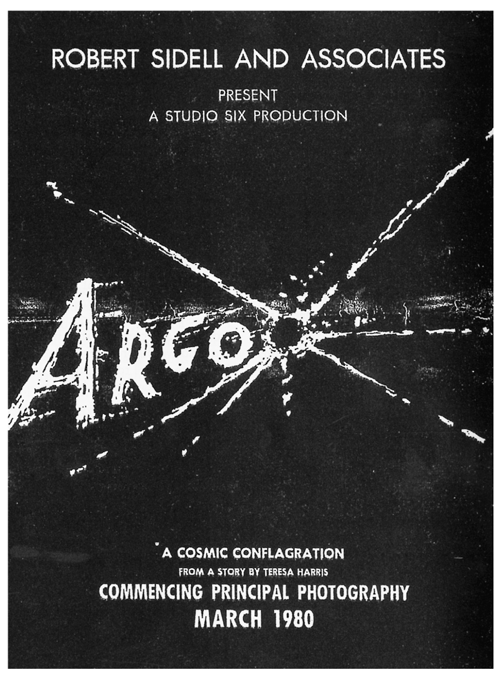
La locandina del film fittizio Argo, creata dalla CIA per l'operazione in Iran

Nel corso della rivoluzione islamica di Teheran, il 4 novembre 1979 alcune centinaia di studenti islamici e attivisti fanno irruzione all'ambasciata statunitense prendendo in ostaggio 52 persone del corpo diplomatico; riescono a sfuggire alla cattura solo 6 funzionari, che si rifugiano presso la residenza dell'ambasciatore del Canada Ken Taylor. Conscio del fatto che i rivoluzionari iraniani ben presto potrebbero rintracciare e catturare i fuggitivi, il governo statunitense (in collaborazione con le autorità canadesi) incarica l'agente della CIA Tony Mendez, esperto di operazioni sotto copertura, di organizzare un piano di liberazione. Egli è cinico e critico verso le idee che gli vengono proposte, finché un giorno viene ispirato dal figlio, che stava guardando Anno 2670 - Ultimo atto; pianifica così una missione di copertura nella quale i fuggitivi fingeranno di essere una troupe cinematografica canadese che sta esplorando dei paesaggi "esotici" per la realizzazione di un film di fantascienza.
Mendez e il suo supervisore Jack O'Donnell contattano John Chambers, un truccatore di Hollywood che aveva già collaborato in precedenza con la CIA per dei travestimenti. Chambers li mette in contatto con il produttore cinematografico Lester Siegel, con il quale ha costruito un falso studio cinematografico, pubblicizzano la loro missione camuffata e insieme riescono a ottenere il consenso per sviluppare Argo, il loro film epico di fantascienza ispirato al libro di Roger Zelazny Signore della luce, tutto per dare credibilità alla copertura. Nel frattempo, i fuggitivi iniziano a essere sempre più nervosi per via del lungo periodo di tempo trascorso costantemente all'interno della casa dell'Ambasciatore e anche perché sanno che i rivoluzionari iraniani stanno cercando di ricostruire i documenti personali delle persone che erano nell'ambasciata che erano stati triturati poco prima della cattura, e quindi potrebbero presto avere i loro nomi e foto e ricercarli.
Sotto mentite spoglie del produttore di Argo, Mendez atterra in Iran e riesce finalmente a raggiungere i fuggitivi; fornisce loro passaporti canadesi e falsi documenti d'identità per superare il controllo all'aeroporto di Teheran. Nonostante siano tutti dubbiosi del piano di Mendez, i fuggitivi decidono di accettarlo come l'unica possibilità, pur sapendo di mettere a rischio le proprie vite, dato che ormai la polizia era sulle loro tracce. Durante una "visita" al bazar, vengono inizialmente presi di mira da una furibonda folla di iraniani sospettosi, ma riescono a non perdere la copertura della missione. A Mendez viene riferito che l'operazione è stata annullata per evitare conflitti su un'altra azione in corso, denominata Eagle Claw. Ma egli non demorde e costringe O'Donnell a ottenere di nuovo in fretta l'autorizzazione per la missione e avere dei biglietti per il volo da Teheran su un aereo Swissair.
All'aeroporto la tensione sale quando il gruppo di Mendez viene controllato all'ultimo istante da una pattuglia iraniana. Alla fine riescono a prendere l'aereo prima dell'intervento della polizia iraniana che aveva scoperto l'inganno. Per proteggere gli ostaggi rimasti a Teheran da ritorsioni, ogni coinvolgimento degli Stati Uniti nel salvataggio viene negato, dando pieno credito all'esecutivo Canadese e al suo Ambasciatore (che aveva lasciato l'Iran con la moglie su ordine del suo governo contemporaneamente allo svolgimento dell'operazione). La loro governante iraniana, che sapeva della reale identità degli americani e aveva mentito ai rivoluzionari per proteggerli, riesce a riparare in Iraq sottraendosi così alla probabile vendetta. Mendez viene insignito della Intelligence Star per le sue imprese coraggiose. Il film si chiude con l'audio di un discorso dell'ex presidente Carter riguardo l'operazione Canadian Caper.

## Produzione
La sceneggiatura del film è stata inserita nella Black List delle migliori sceneggiature non prodotte nell'anno di presentazione.
Le riprese sono state effettuate a Istanbul (Turchia) e negli Stati Uniti d'America, nelle città di Los Angeles, Washington e all'Aeroporto Internazionale di Ontario.

## Promozione
L'8 maggio 2012 è stato diffuso online il primo trailer del film.

## Distribuzione
Dopo l'anteprima mondiale al Toronto International Film Festival nel settembre 2012, il film è uscito nelle sale cinematografiche americane il 12 ottobre seguente. L'uscita italiana del film è avvenuta l'8 novembre 2012, distribuito da Warner Bros.

## Accoglienza

### Incassi
Argo ha avuto un buon successo di pubblico, incassando più di 232 milioni di dollari a fronte dei 44,5 milioni di costi di produzione.

### Critica
Il film è stato accolto in patria con grande entusiasmo e una certa sorpresa riguardo alle capacità registiche mostrate da Ben Affleck:
(Roger Ebert, Chicago Sun Times)
In Italia il medesimo stupore per la capacità di Ben Affleck di girare un film così sofisticato ha guardato più alla mescolanza di diversi generi:
(Gabriele Niola, MYmovies.it)

## Riconoscimenti
- 2013 - Premio Oscar
  - Miglior film a Grant Heslov, Ben Affleck e George Clooney
  - Miglior sceneggiatura non originale a Chris Terrio
  - Miglior montaggio a William Goldenberg
  - Nomination Miglior attore non protagonista ad Alan Arkin
  - Nomination Miglior sonoro a John Reitz, Gregg Rudloff e Jose Antonio Garcia
  - Nomination Miglior montaggio sonoro a Erik Aadahl ed Ethan Van der Ryn
  - Nomination Miglior colonna sonora ad Alexandre Desplat
- 2013 - Golden Globe
  - Miglior film drammatico a George Clooney, Grant Heslov, Ben Affleck
  - Miglior regia a Ben Affleck
  - Nomination Miglior attore non protagonista a Alan Arkin
  - Nomination Miglior sceneggiatura a Chris Terrio
  - Nomination Miglior colonna sonora a Alexandre Desplat
- 2013 - Premio BAFTA
  - Miglior film a George Clooney, Grant Heslov, Ben Affleck
  - Miglior regia a Ben Affleck
  - Miglior montaggio a William Goldenberg
  - Nomination Miglior attore protagonista a Ben Affleck
  - Nomination Miglior attore non protagonista ad Alan Arkin
  - Nomination Miglior sceneggiatura non originale a Chris Terrio
  - Nomination Miglior colonna sonora a Alexandre Desplat
- 2013 - Critics' Choice Movie Award
  - Miglior film a Ben Affleck, Grant Heslov e George Clooney
  - Miglior regia a Ben Affleck
  - Nomination Miglior attore non protagonista ad Alan Arkin
  - Nomination Miglior cast
  - Nomination Miglior sceneggiatura non originale a Chris Terrio
  - Nomination Miglior montaggio a William Goldenberg
  - Nomination Miglior colonna sonora ad Alexandre Desplat
- 2013 - David di Donatello
  - Nomination Miglior film straniero
- 2013 - Directors Guild of America Award
  - Miglior regista a Ben Affleck
- 2012 - Satellite Award
  - Miglior colonna sonora ad Alexandre Desplat
  - Nomination Miglior film a Ben Affleck, Grant Heslov e George Clooney
  - Nomination Miglior regia a Ben Affleck
  - Nomination Miglior sceneggiatura non originale a Chris Terrio
- 2012 - National Board of Review of Motion Pictures
  - Migliori dieci film dell'anno
- 2012 - Florida Film Critics Circle
  - Miglior film a Ben Affleck, Grant Heslov e George Clooney
  - Miglior regia a Ben Affleck
  - Migliore sceneggiatura non originale a Chris Terrio
- 2012 - Toronto International Film Festival[13]
  - Premio del pubblico - Secondo classificato a Ben Affleck
- 2012 - Denver Film Critics Society
  - Miglior film a Ben Affleck, Grant Heslov e George Clooney
  - Miglior regia a Ben Affleck
  - Nomination Migliore sceneggiatura non originale a Chris Terrio
  - Nomination Migliore colonna sonora ad Alexandre Desplat
- 2012 - Houston Film Critics Society
  - Miglior film a Ben Affleck, Grant Heslov e George Clooney
  - Miglior regia a Ben Affleck
  - Nomination Miglior attore non protagonista ad Alan Arkin
  - Nomination Migliore sceneggiatura a Chris Terrio
- 2012 - Online Film Critics Society
  - Miglior film a Ben Affleck, Grant Heslov e George Clooney
  - Migliore sceneggiatura non originale a Chris Terrio
  - Nomination Miglior regia a Ben Affleck
  - Nomination Miglior attore non protagonista ad Alan Arkin
  - Nomination Miglior montaggio a William Goldenberg
- 2012 - Oklahoma Film Critics Circle
  - Miglior film a Ben Affleck, Grant Heslov e George Clooney
  - Migliori dieci film a Ben Affleck, Grant Heslov e George Clooney
  - Miglior regia a Ben Affleck
  - Migliore sceneggiatura non originale a Chris Terrio
- 2013 - American Cinema Editors
  - Miglior montaggio a William Goldenberg
- 2012 - Phoenix Film Critics Society
  - Miglior film a Ben Affleck, Grant Heslov e George Clooney
  - Migliori dieci film a Ben Affleck, Grant Heslov e George Clooney
  - Migliore sceneggiatura non originale a Chris Terrio
  - Miglior montaggio a William Goldenberg
  - Nomination Miglior regia a Ben Affleck
  - Nomination Miglior cast
- 2012 - San Diego Film Critics Society
  - Miglior film a Ben Affleck, Grant Heslov e George Clooney
  - Miglior regia a Ben Affleck
  - Migliore sceneggiatura non originale a Chris Terrio
  - Miglior montaggio a William Goldenberg
  - Nomination Miglior attore non protagonista ad Alan Arkin
  - Nomination Miglior cast
  - Nomination Migliore scenografia a Sharon Seymour
  - Nomination Migliore colonna sonora ad Alexandre Desplat
- 2012 - Southeastern Film Critics Association Awards
  - Miglior film a Ben Affleck, Grant Heslov e George Clooney
  - Migliori dieci film a Ben Affleck, Grant Heslov e George Clooney
  - Miglior regia a Ben Affleck
  - Migliore sceneggiatura non originale a Chris Terrio
- 2012 - St. Louis Film Critics Association Awards
  - Miglior film a Ben Affleck, Grant Heslov e George Clooney
  - Miglior regista a Ben Affleck
  - Nomination Miglior attore non protagonista a Alan Arkin
  - Nomination Miglior attore non protagonista a John Goodman
  - Nomination Miglior adattamento della sceneggiatura a Chris Terrio
- 2012 - San Francisco Film Critics Circle
  - Miglior montaggio a William Goldenberg
- 2012 - Washington D.C. Area Film Critics Association
  - Nomination Miglior film a Ben Affleck, Grant Heslov e George Clooney
  - Nomination Miglior regia a Ben Affleck
  - Nomination Miglior attore non protagonista ad Alan Arkin
  - Nomination Miglior cast
  - Nomination Migliore sceneggiatura non originale a Chris Terrio
- 2012 - Austin Film Critics Association
  - Migliori dieci film a Ben Affleck, Grant Heslov e George Clooney
  - Migliore sceneggiatura non originale a Chris Terrio
- 2012 - Boston Society Film Critics
  - Nomination Miglior montaggio a William Goldenberg
- 2012 - Boston Online Film Critics Association
  - Migliori dieci film a Ben Affleck, Grant Heslov e George Clooney
- 2012 - New York Film Critics Online
  - Migliori dieci film
  - Miglior cast
- 2012 - Los Angeles Film Critics Association
  - Migliore sceneggiatura a Chris Terrio
  - Nomination Miglior montaggio a William Goldenberg
- 2012 - Iowa Film Critics Association
  - Nomination Miglior attore non protagonista ad Alan Arkin
- 2012 - Detroit Film Critics Society
  - Nomination Miglior film a Ben Affleck, Grant Heslov e George Clooney
  - Nomination Miglior regia a Ben Affleck
  - Nomination Miglior cast
- 2012 - Dallas-Fort Worth Film Critics Association
  - Migliori dieci film a Ben Affleck, Grant Heslov e George Clooney
  - Nomination Miglior regia a Ben Affleck
  - Nomination Miglior attore non protagonista ad Alan Arkin
- 2012 - Las Vegas Film Critics Society
  - Migliori dieci film a Ben Affleck, Grant Heslov e George Clooney
- 2012 - Chicago Film Critics Association
  - Nomination Miglior film a Ben Affleck, Grant Heslov e George Clooney
  - Nomination Miglior regia a Ben Affleck
  - Nomination Migliore sceneggiatura non originale a Chris Terrio
  - Nomination Miglior montaggio a William Goldenberg
  - Nomination Miglior colonna sonora ad Alexandre Desplat